# Клуб однодумців
Клуб Дайдо ( яп. 大同倶楽部), або «Клуб однодумців» — японська політична партія що діяла в Японській імперії.        
Японська політична партія «Клуб однодумців» була створена в грудні 1905 року в результаті злиття декількох японських політичних партій серед яких були клуб Кошин (27 депутатів), Ліберальної партії (19 депутатів) і Тейкокуто (18 депутатів).  Політична партія «Клуб однодумців» поступово втратила своїх членів які були членами парламенту Японської імперії через їх дезертирство через це вона  отримала лише 29 місць на наступних виборах в Японській імперії які відбулись 1908 року.  Одначе навіть завершення виборчої компанії не спричинило до закінчення дезертирства з лав партії і до 1910 року партія «Клуб однодумців» скоротилась до 22 членів які були представлені в японському парламенті.
Після невдалої спроби створити нову японську політичну партію яка повинна була стати головним суперником іншої японської політичної партії «Асоціації друзів конституційного правління»,  «Клуб однодумців» в липні 1908 року об’єдналася з іншими суперниками «Асоціації друзів конституційного правління» фракціями в березні 1910 року, щоб сформувати нову японську політичну партію «Центральний клуб».